# N'Deye Binta Dia
N'Deye Binta Dia (sinh ngày 8 tháng 4 năm 1973) là một vận động viên người Sénégal chuyên nội dung chạy nước rút. Bà đại diện cho đất nước của mình tại Thế vận hội Mùa hè 1992 cũng như một lần tại Giải vô địch thế giới ngoài trời và ba lần trong nhà.

## Kỷ lục cuộc thi
| Năm                  | Giải đấu                   | Địa điểm             | Thứ hạng             | Nội dung             | Chú thích            |
| Representing Sénégal | Representing Sénégal       | Representing Sénégal | Representing Sénégal | Representing Sénégal | Representing Sénégal |
| -------------------- | -------------------------- | -------------------- | -------------------- | -------------------- | -------------------- |
| 1991                 | World Indoor Championships | Seville, Spain       | 19th (h)             | 60 m                 | 7.44                 |
| 1992                 | Olympic Games              | Barcelona, Spain     | 37th (h)             | 100 m                | 11.83                |
| 1992                 | World Junior Championships | Seoul, South Korea   | 8th (sf)             | 100 m                | 11.75                |
| 1993                 | World Indoor Championships | Toronto, Canada      | 19th (h)             | 60 m                 | 7.46                 |
| 1993                 | World Championships        | Stuttgart, Germany   | 27th (qf)            | 100 m                | 11.60                |
| 1994                 | Jeux de la Francophonie    | Bondoufle, France    | 4th                  | 100 m                | 11.83                |
| 1995                 | World Indoor Championships | Barcelona, Spain     | 28th (h)             | 60 m                 | 7.45                 |
| 1995                 | Universiade                | Fukuoka, Japan       | 14th (sf)            | 100 m                | 11.81                |